# Ficus guangxiensis
Ficus guangxiensis är en mullbärsväxtart som beskrevs av S.S. Chang. Ficus guangxiensis ingår i släktet fikonsläktet, och familjen mullbärsväxter. Inga underarter finns listade i Catalogue of Life.